# Gladius Dei

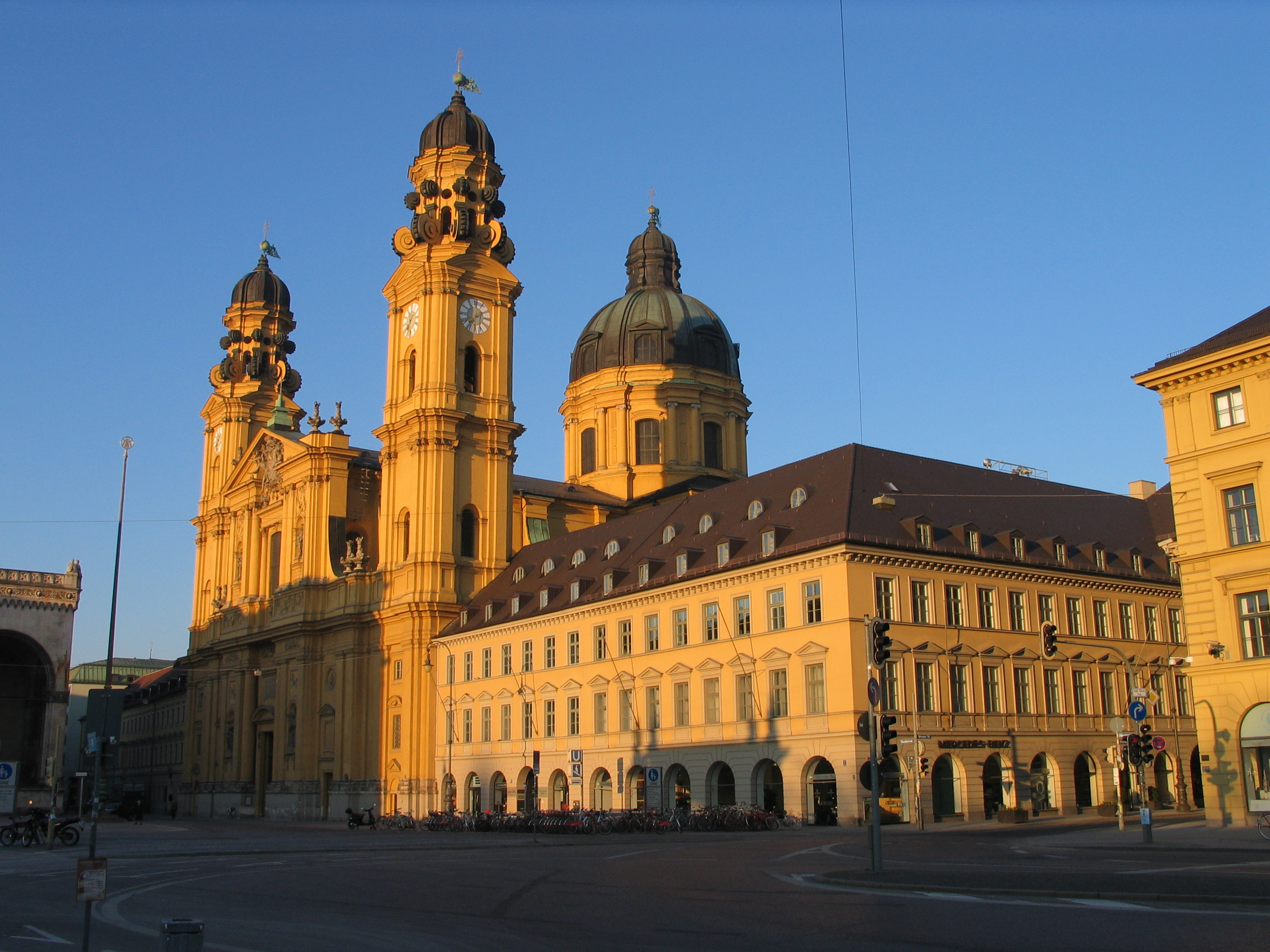
„München leuchtete“ – Odeonsplatz mit Theatinerkirche (Schauplatz der Erzählung)

Gladius Dei (lateinisch für Schwert Gottes) ist eine Novelle von Thomas Mann aus dem Jahre 1902. Sie nimmt Motive seines Bühnenstücks Fiorenza von 1907 vorweg.

## Inhalt
Die Novelle spielt an einem strahlenden Junitag im München der späten Jugendstilzeit, als die Stadt zu den führenden Kunstmetropolen der Welt zählte. Der Himmel ist von blauer Seide, die Kunst blüht, die Kunst ist an der Herrschaft, die Kunst streckt ihr rosenumwundenes Zepter über die Stadt hin und lächelt, kurz: München leuchtete.
Während alle Welt die Atmosphäre genießt, schreitet der Jüngling Hieronymus, finsteren Blickes, mit hageren Wangen, das Gesicht unter einer Kapuze verhüllt durch die Schellingstraße. Nach einem kurzen Gebet in der Ludwigskirche entdeckt er in der Nähe des Odeonsplatzes in einem Schaufenster der Kunsthandlung Blüthenzweig die Reproduktion eines Gemäldes, das eine Madonna mit Kind in einer seiner Ansicht nach allzu freizügigen Manier zeigt: „Ein Weib zum Rasendwerden“, das zwei Passanten (von denen Hieronymus erfährt, dass das Original von der Pinakothek angekauft worden sei, der Künstler höchste Wertschätzung genieße und sogar zweimal beim Prinzregenten gespeist habe) am Dogma der Unbefleckten Empfängnis irre werden lässt.
Nach zwei Tagen schließlich, an denen Hieronymus vergeblich versucht hat, seine empörte Seele abzukühlen und die Erinnerung an das frivole Bild von der halbnackten Schönen aus seinem Kopf zu verscheuchen, glaubt Hieronymus in der dritten Nacht einen Befehl und Ruf aus der Höhe erhalten zu haben, der ihn auffordert, seine Stimme zu erheben gegen leichtherzige Ruchlosigkeit und frechen Schönheitsdünkel. Mit den Worten „Gott will es!“ tritt er daher in besagte Kunsthandlung, wo er zunächst unter all den versnobten Kunden gar nicht beachtet wird. Herr Blüthenzweig indes weist seinen Appell, das Bild zu entfernen, schroff zurück und wendet sich ab. Hieronymus hält daraufhin eine flammende Rede gegen die ruchlose Unwissenheit und verworfene Heuchelei derartiger Werke, gegen den schamlosen Götzendienst der Kunst und verlangt schließlich von Blüthenzweig, das Gemälde mit einem heißen Feuer zu verbrennen und seine Asche in alle Winde zu streuen.
Der Kunsthändler lässt Hieronymus daraufhin vom Packer Krauthuber, einer schwer pustenden Riesengestalt, genährt mit Malz, ein Sohn des Volkes von fürchterlicher Rüstigkeit aus dem Laden werfen. In der schwefelgelben Wolkenwand über der Theatinerstraße glaubt Hieronymus ein breites Feuerschwert zu erkennen, woraufhin er mit den Worten „Gladius Dei super terram […] cito et velociter“ entschreitet.

## Interpretation
Mit seiner Karikatur vom rächenden Schwert Gottes attackiert Thomas Mann auf ironische Weise den sterilen Kunstbetrieb seiner Zeit im Allgemeinen und den florierenden Münchner Renaissancekult im Besonderen. Der Begriff Renaissance steht hier für eine Zeit ohne eigene Kreativität, in der es nur noch möglich ist, Vergangenes zu reproduzieren, das heißt bloße Imitationen zu schaffen, ja einfallsloser noch: bloße Fotos von Imitationen, also Reproduktionen von Reproduktionen anzufertigen. Kunst wird auf Dekor reduziert. An die Stelle des ursprünglichen Kunsterlebnisses tritt eine voyeuristische Konsumentenhaltung. Nur als Handelsware hat Kunst noch eine Funktion. Nicht mehr der Künstler mit seiner Arbeit, sondern der sich als Kunsthändler aufspielende Kaufmann bestimmt ihre Bedeutung. Doch auch der Kritiker solch kommerzieller Reproduktivität gerät zur bloßen Reproduktion: Als Kopie seines Renaissancevorbilds (vgl. den folgenden Absatz) wird er selbst zum lächerlichen Epigonen und sein flammender Protest zum bloßen Abklatsch.

### Hieronymus

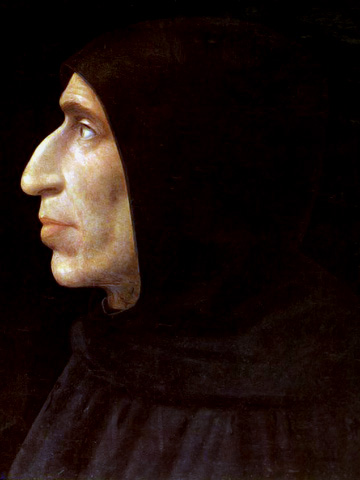
Girolamo Savonarola
(1452–1498)

Hieronymus trägt erkennbar Züge des italienischen Bußpredigers Girolamo Savonarola. So teilt er mit dem Dominikaner nicht nur den Vornamen und die äußere Erscheinung, sondern insbesondere dessen energisches Auftreten gegen die „Verworfenheit“ der Welt. Auch sonst ist in der Figur ein religiöser Fanatismus präsent, der an die dunkelsten Perioden des Mittelalters erinnert: So betritt er die Kunsthandlung mit den sendungsbewussten Worten „Gott will es!“ – der Übersetzung des Deus lo vult, des spätlateinischen Wahlspruchs, mit dem Papst Urban II. 1095 zum ersten Kreuzzug gegen die Ungläubigen aufgerufen hatte. Auch der Appell an Blüthenzweig, das Gemälde zu verbrennen, gemahnt an die Inquisitoren und Scheiterhaufen des Zeitalters. Die Beschwörung des Gladius Dei, des Schwertes Gottes, am Ende der Novelle schließlich kündet von Apokalypse und Weltgericht, von der Scheidung der Sünder von den Gerechten. Es ist gewiss kein Zufall, dass sich in der von Hieronymus besuchten Münchner Ludwigskirche ein Fresko mit ebendieser Thematik befindet. Außerdem war das gleiche Motto die Devise Florenz’ während der Herrschaft Savonarolas, die sogar auf Münzen erscheint.

### Blüthenzweig
Der Kunsthändler Blüthenzweig stellt indes in jeder Hinsicht Hieronymus’ Antagonisten dar. Die Kunstgegenstände in seinem Laden verkörpern statt des Mittelalters die Florentiner Renaissance. Hieronymus’ glühenden religiösen Fanatismus kontert Blüthenzweig mit völliger kultureller Gleichgültigkeit. Dem Verweis auf das eigene Gewissen begegnet er mit der kühlen Replik, dieses sei „für uns eine gänzlich belanglose Einrichtung“. Aber auch die Kunst selbst hat sich in Blüthenzweigs Weltbild den Interessen des Geschäftes unterzuordnen. Kunstwerke werden ausschließlich nach ihrem Marktwert taxiert und der Kundschaft in den immer gleichen platten Phrasen „lieblich“, „voller Reiz“, „die Grazie selbst“, „äußerst hübsch, niedlich und bewunderungswürdig“ angepriesen. Die Käufer selbst werden berochen, nach finanzieller Leistungsfähigkeit kategorisiert und entsprechend behandelt. Respekt wird allenfalls der Macht, also staatlicher Autorität, gezollt, nicht aber der Überzeugung und dem Gewissen eines Nichtkunden. Thomas Mann zeichnet hier idealtypisch das Bild eines kapitalistisch orientierten Händlers und gibt ihm überdies einen klischeehaft jüdischen Namen, der allerdings zugleich eine Anspielung auf die durch ihre Gemäldereproduktionen bekannte Münchner Firma Hanfstaengl sein könnte.

### Schwertsymbolik
Das bereits im Titel Gladius Dei (Schwert Gottes) erwähnte Schwert bleibt im Verlaufe der Erzählung ständig präsent. Bereits zu Beginn taucht es auf bei den jungen Leuten, die das Nothung-Motiv pfeifen, denn Nothung heißt Wotans Schwert in Richard Wagners Ring des Nibelungen, das die Götterdämmerung – und damit ebenfalls ein Weltgericht – ankündigt. Aber auch Hieronymus selbst versteht sich als Schwert, als Instrument Gottes zur Durchsetzung seines Willens, der als Befehl und Ruf aus der Höhe an Hieronymus ergeht.
Vor allem aber taucht das Schwert-Motiv natürlich im theatralischen Finale auf, als sich das Gladius Dei wie ein apokalyptisches Feuerzeichen im Schwefellicht über die frohe Stadt hinreckte. Mit dem Schluss der Novelle bezieht sich Thomas Mann noch einmal auf Savonarola: „Gladius Dei super terram...“, flüsterten seine dicken Lippen, und in seinem Kapuzenmantel sich höher emporrichtend, mit einem versteckten und krampfigen Schütteln seiner hinabhängenden Faust, murmelte er bebend: „Cito et velociter!“ – In der Nacht zum 5. April 1492 hatte Savonarola während eines über Florenz tobenden heftigen Gewitters angeblich die Vision eines am Himmel stehenden Schwertes, die er zum Motiv seiner nächsten Predigt machte. Überliefert sind seine Worte: „Ecce gladius Domini super terram, cito et velociter!“ („Sieh, da ist das Schwert Gottes über der Erde, rasch und schnell!“).

### Kunststadt München
Schließlich kann man in Gladius Dei auch eine heiter-ironische Auseinandersetzung Thomas Manns mit seinem langjährigen Wohnort, der bayerischen Landeshauptstadt München, sehen, die Ende des 19. Jahrhunderts nicht nur zur zweiten Metropole des Reiches, sondern auch zur führenden Kunststadt in Deutschland aufgestiegen war. Während Mann einerseits die lebensfroh-südländische Atmosphäre schon als Gegenpol zu seiner protestantisch-nüchternen Heimatstadt Lübeck schätzte, hatte er andererseits gleichwohl Vorbehalte: Zum einen schien ihm die Kunstsinnigkeit Münchens bisweilen etwas „unecht“ und „aufgesetzt“. Nicht zufällig ist Kunst in der Novelle großteils nur als Reproduktion gegenwärtig und wird als solche zur bloßen Handelsware geschäftstüchtiger Händler wie Blüthenzweig. Auch blieb dem Autor nicht verborgen, dass weite Kreise der Bevölkerung für Kunst überhaupt nicht empfänglich waren, sondern stumpf vor sich hinlebten. Dieses München wird in der Novelle vom stämmigen Packer Krauthuber vertreten, dem malzgenährten Sohn des Volkes.